# حفرة صدغية

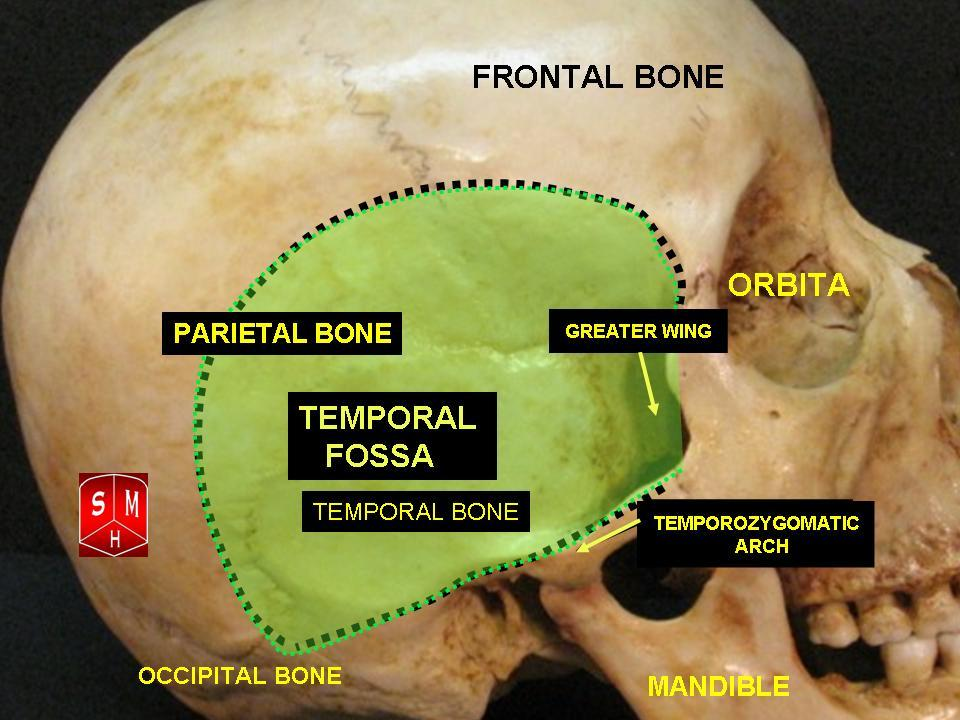
الحفرة الصدغية

حفرة العظم الصدغي هو انخفاض بسيط في جانبي الجمجمة تتحدد بالخط الصدغي وتنتهي تحت مستوى القوس الوجنية.

## الارتباط والمحتويات
- العضلة الصدغية
- الشرايين الصدغية العميقة
- الأعصاب الصدغية العميقة
- الشريان الصدغي السطحي
- العصب الوجني الصدغي